# Campionati italiani estivi di nuoto 1908
I X Campionati italiani di nuoto si sono disputati ad Omegna, nelle acque del Lago d'Orta, il 30 e il 31 agosto 1908. Si è dovuta nuotare due volte la gara dello stadio per scorrettezze tra Davide Baiardo (poi squalificato) ed Amilcare Beretta, che ha vinto poi la ripetizione.

## Podi
Sino al 1931 venivano usati cronometri precisi al quinto di secondo (0,2 sec.); i tempi sono stati riportati usando i decimi di secondo, ne segue che le cifre dei decimi appaiano sempre pari.
s.t. = senza tempo
| Evento                           | Oro                                                                       | Tempo   | Argento                                                     | Tempo  | Bronzo                                                       | Tempo  |
|                                  |                                                                           |         |                                                             |        |                                                              |        |
| stadio                           | Amilcare Beretta                                                          | 2'41"6  | Michele Signorini                                           | 2'45"0 | Mario Ferrari                                                | 2'50"0 |
| miglio                           | Mario Massa                                                               | 34'14"  | Oreste Muzzi                                                | 36'23" | Francesco De Pasquale                                        | 36'30" |
| Gara a squadre - Scudo Garibaldi |                                                                           |         |                                                             |        |                                                              |        |
| 3x200 m                          | Rari Nantes Spezia Francesco De Pasquale Emanuele Mantero Anchise Conzani | 10'38"0 | Rari Nantes Milano Amilcare Beretta Angelo Cova Ignazio Luè | s.t.   | Rari Nantes Florentia Michele Signorini Granata Oreste Muzzi | s.t.   |